# RT (canal de televisão)
A RT (anteriormente Russia Today)  é uma rede de televisão internacional fundada na Rússia e financiada pelo Estado russo.. A versão em inglês do canal, focada em transmissões globais, foi inaugurada em 10 de dezembro de 2005. Com sede em Moscou, transmite 24 horas por dia de boletins de notícias, documentários, debates e talk-shows, bem como esportes, notícias e programas culturais sobre a Rússia, que visam o mercado de notícias no exterior.
A rede propõe-se a apresentar os acontecimentos, tanto da Rússia como do exterior, a partir do ponto de vista do governo russo. Aquando da inauguração da rede, Margarita Simonyan, redatora-chefe da RT, declarou que a RT nasceu da intenção de apresentar uma imagem mais equilibrada da Rússia, dado que a mídia estrangeira nem sempre seria neutra ao difundir notícias sobre o país. A redatora indicou também que 70% do tempo de transmissão seria ocupado pelo noticiário internacional.

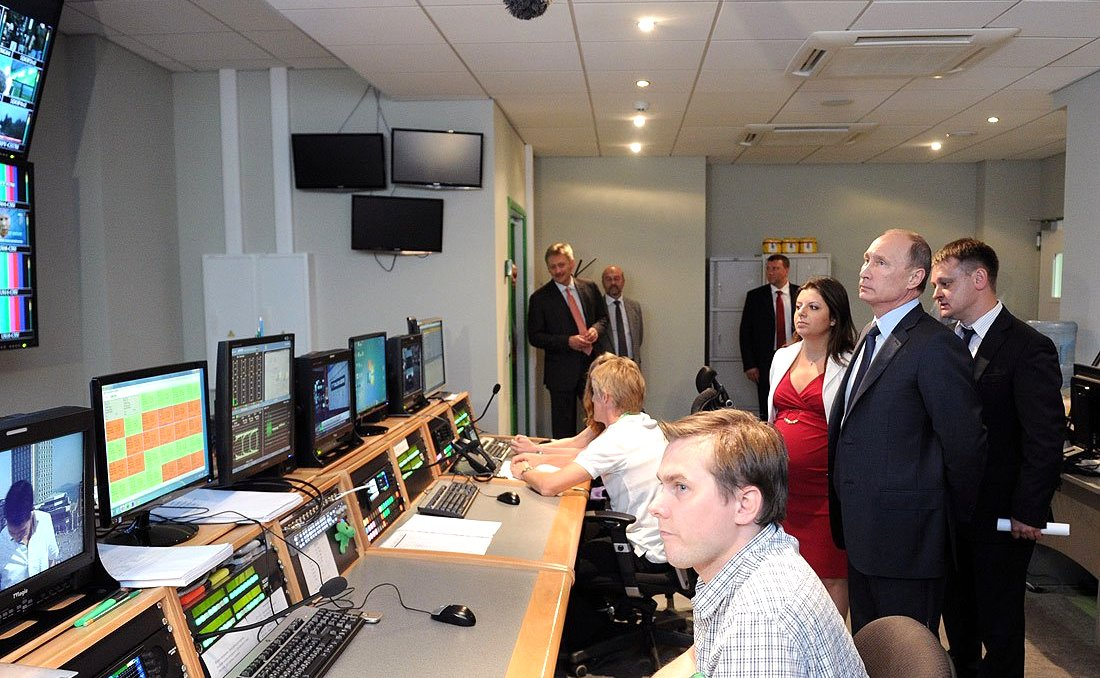
Vladimir Putin visita a sede da Russia Today com os principais expoentes e correspondentes da rede

A RT era, pelo menos até março de 2022, o canal de informações mais visto no YouTube. Em junho de 2013, alcançou um bilhão de visualizações, registrando entre 800 000 e um milhão de visualizações por dia. Em dezembro de 2015, o número de visualizações já havia alcançado 3 milhões.
A RT funciona como um serviço em cinco línguas: o canal de língua inglesa foi inaugurado em 2005, o de língua árabe em 2007, o canal em língua espanhola, o RT Actualidad, começou suas transmissões em 2009, o de língua alemã em 2014 e o de língua francesa em 2017. Em 2010, foi iniciada a programação da RT America, que incide sobre o Estados Unidos, com sede em Washington, DC.
A RT é uma marca da "TV-Novosti", fundada pela RIA Novosti (atualmente "Russia Today") em 6 de abril de 2005 e pertencente a uma organização autônoma sem fins lucrativos - a TV-Novosti.
Devido à invasão russa da Ucrânia em 2022, no dia 27 de fevereiro desse ano a líder da presidente da Comissão Europeia, Ursula von der Leyen, anunciou que os diferentes canais da emissora - assim como da agência Sputnik - seriam proibidos no território da União Europeia, dando a seguinte justificação: "Não vamos permitir que os apologistas do Kremlin despejem as suas mentiras tóxicas a justificar a guerra de Putin, ou a plantar divisões na nossa União.” Poucos dias depois, os sites da RT passaram as estar bloqueados na UE e os canais da mesma (como a RT em inglês ou a RT Documentary) foram removidos pelas plataformas de TV do bloco europeu. A RT já havia sido banida da Ucrânia em 2014, na sequência da anexação da Crimeia pela Rússia, na Letónia e na Lituânia em 2020 e a versão em alemão do canal já havia sido banida da Alemanha no início de fevereiro de 2022, poucas semanas antes de a Rússia invadir a Ucrânia. No dia 3 de março de 2022, a "RT América" anunciou o encerramento de suas atividades, demitindo mais de 100 funcionários.
Em 28 de fevereiro de 2022, o YouTube anunciou a suspensão temporária da monetização de canais vinculados ao governo da Rússia, entre os quais estão os diferentes canais da RT. Em 1 de março de 2022, aquela plataforma de vídeo acabaria por bloquear a emissão dos canais da RT em toda a Europa. O Facebook e o Instagram, plataformas da Meta, também bloquearam as contas da RT nessas plataformas. No dia 11 de março, o YouTube bloqueou o acesso aos canais da RT em todo o mundo.